# 安老事務委員會
安老事務委員會（英語：Elderly Commission）是香港非法定組織之一，簡稱安委會，由第一任行政長官董建華於1997年成立，主要向政府提供建議，制訂全面的安老政策。
安老事務委員會的主要工作，包括老人在住屋、經濟保障、醫療衞生、就業等方面的有關事宜，向政府表達意見，統籌各項安老計劃和服務的策劃和發展工作，及落實各項安老政策和計劃時進行監察。

## 歷任主席
- 2004年至2005年：譚耀宗[1]
- 2005年至2011年：梁智鴻[2]
- 2011年至2016年：陳章明[3]
- 2016年至2022年：林正財[4]
- 2022年至今：李國棟[5]

## 委員
安老事務委員會自成立起至2004年，一直由立法會議員譚耀宗擔任主席，2005年開始，政府改委任梁智鴻醫生擔任主席。
政府每兩年會委任一次新的官守委員，官方委員則由醫務衞生局代表、勞工及福利局代表、房屋局或房屋署代表、衞生署代表、社會福利署代表及醫院管理局代表擔任。

### 現任委員
主席：
- 李國棟

非官方委員
- 白雪博士
- 陳志球博士，SBS，JP
- 陳美潔，MH
- 陳綺貞
- 蔡海偉
- 許鷗思醫生
- 林翠華教授
- 劉達泉
- 李輝
- 列浩然
- 樓瑋群博士
- 陸嘉熙醫生
- 馬衡
- 蕭景威
- 黃楚淇
- 余翠怡，BBS，MH

官方委員
- 醫務衞生局局長或其代表
- 勞工及福利局局長或其代表
- 房屋局局長/房屋署署長或其代表
- 衞生署署長或其代表
- 社會福利署署長或其代表
- 醫院管理局行政總裁或其代表

## 安老服務計劃方案
行政長官在2014年的《施政報告》中宣佈，委託安老事務委員會籌劃「安老服務計劃方案」，目標將香港的安老服務規劃至2030年。為研究和跟進有關的工作，安委會成立「安老服務計劃方案工作小組」，並委聘香港大學社會工作及社會行政學系，成員包括來自其他大學學者的顧問團隊提供協助。有關「計劃方案」的研究於2014至2017年進行，分三個階段，分別為「訂定範疇階段」（2014年10月至11月）、「制訂建議階段」（2015年6月至8月）及「建立共識階段」（2016年10月至12月）。

### 「計劃方案」的整體原則及策略方針

#### 願景
敬老、愛老、護老

#### 使命
老有所屬、老有所養、老有所為

#### 整體原則
尊嚴、生活質素、長者友善、積極和豐盛人生、居家安老、著重使用者選擇、共同承擔責任、將資源投放給最有需要的人士、財政可持續性、社會共融及平等機會

#### 主要策略方針
1. 加強社區照顧服務以達至「居家安老」和減少住院比率
2. 確保知情權及為長者適時提供具質素的服務
3. 安進一步提升服務效率並整合各項服務
4. 確保安老服務的財政可持續性並鼓勵責任承擔